# Kitin
Kitin er det typiske grundmateriale i cellevæggene hos svampe. Desuden er stoffet en hovedbestanddel af leddyrs ydre skelet (bl.a insekter).
Det er et polysakkarid, der er opbygget i lange kæder af aminosukkerelementer (N-acetylglukosamin). Som ved cellulose bindes leddene sammen i β-1,4-bindinger.